# Ne gloriari libeat alienis bonis
La locuzione latina Ne gloriari libeat alienis bonis, tradotta letteralmente, significa "affinché nessuno si vanti dei meriti altrui".
È il primo verso della favola: La Cornacchia superba e il Pavone. Racconta Fedro che una Cornacchia, vestitasi con le penne del Pavone, quando fu riconosciuta venne rifiutata sia dai Pavoni che dalle altre Cornacchie.  